# Cennino Cennini

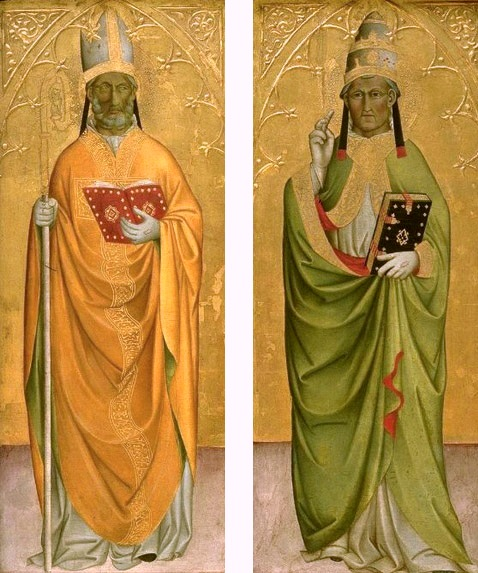
Polyptychon

Cennino d'Andrea Cennini  (Colle di Val d'Elsa, ca. 1360 - Florence, vóór 1427) was een Florentijns kunstenaar die een van de invloedrijkste schildershandboeken van de late Middeleeuwen schreef, Il Libro dell'Arte. Hij was de eerste beroepskunstenaar die de geheimen van zijn vak zo uitgebreid in een boek onthulde. Hij legt uit hoe pigmenten gemaakt worden, doeken geprepareerd, etc.

## biografie
Cennino Cennini werd omstreeks 1360 geboren in Colle di Val d'Elsa, provincie Siena. Hij begon zijn loopbaan in de werkplaats van zijn vader, Andrea Cennini. Vervolgens is hij, gedurende 10 jaar, opgeleid door Agnolo Gaddi.
Rond 1388 heeft hij gewerkt aan de Sint-Stefanusreeks in de Lucchesekerk bij Poggibonsi. Later werkte hij in Padua, waar hij Il Libro dell'Arte schrijft. Vanaf 1403 woont hij weer in Colle di Val d’Elsa. In of vóór 1427 is hij overleden.

## Il Libro dell’Arte
Het handboek van de kunstenaar, zoals dat in het Nederlands heet, bestaat uit 6 delen en in het totaal 192, Romeins, genummerde hoofdstukken.
Van het oorspronkelijke boek bestaan 3 exemplaren:
- exemplaar 1 uit 1437 ligt in Biblioteca Medicea Laurenziana in Florence; bekend onder de naam Laurenziano 70 P.23
- exemplaar 2 ligt in de Riccardiana-bibliotheek in Florence; bekend onder de naam Riccardiano 2109-versie
- exemplaar 3 uit 1737 ligt in Vaticaanse Bibliotheek in Vaticaanstad; bekend onder de naam Ottoboniano 2974

Het handboek bestaat uit 6 delen:
- deel een: hoofdstukken i - xxxiiii (1 - 34)
- deel twee: hoofdstukken xxxv - lxvi (35 - 66), voornamelijk over het maken van kleuren en het maken en onderhouden van penselen (hfdst. 63 - 66)
- deel drie: hoofdstukken lxvii - lxxxviii (67 - 88), over het schilderen ‘al fresco’ en ‘al secco’
- deel vier: hoofdstukken lxxxviiii - lxxxxiiii (89 - 94), over het maken van en het schilderen met olieverf
- deel vijf: hoofdstukken lxxxxv - ciii (95 - 103), over het vergulden
- deel zes: hoofdstukken ciiii - clxxxxii (104 - 192)

Het handboek bevat allerlei methoden voor het maken van kleuren om mee te schilderen, beschrijvingen voor het maken van gereedschappen benodigd om te schilderen, hoe te tekenen en te schilderen op papier, op perkament, op panelen, op gips enz.
- Bibsys: 90338306
- Bibliothèque nationale de France: cb11895743z (data)
- CiNii: DA03293991
- Gemeinsame Normdatei: 100735797
- International Standard Name Identifier: 0000 0001 1810 2230
- KulturNav: ac0cf873-9be7-4a52-9024-a2a5ecfa8f27
- Library of Congress Control Number: n85312076
- Bibliotheek van het Japanse parlement: 00435596
- Nationale Bibliotheek van Tsjechië: ola2002158957
- Nationale Bibliotheek van Israël: 987007277576105171
- Nationale Bibliotheek van Polen: a0000001227267
- Nederlandse Thesaurus van Auteursnamen: 070384614
- RKD-Nederlands Instituut voor Kunstgeschiedenis: 16136
- Istituto Centrale per il Catalogo Unico: CFIV075114
- LIBRIS: 180775
- Système universitaire de documentation: 026774399
- Union List of Artist Names: 500115267
- Virtual International Authority File: 100207328
- WorldCat: E39PBJth6xvQBtC7Wdg4c6MQMP